# Король-рибалка
Король-Рибалка (англ. the Fisher King, фр. le Roi Pêcheur) — персонаж легенд про лицарів Круглого Столу, зберігач Святого Грааля. У ранніх міфах король залишається безіменним, пізній фольклор дає йому ім'я Пелес (Pelles).
Король-Рибалка вперше відкрито згадується в «Персівалі» Кретьєна де Труа. Легенда розповідає, як лицар Персіваль в пошуках Святого Грааля — чаші, в яку була зібрана кров Христа, зупиняється на нічліг у короля озерної Країни, який рибалить біля свого замку. Король важко поранений і вмирає. Персіваль стає свідком, як лікарі приносять йому воду у великому красивому кубку і король чудесним чином зцілюється. Персіваль розуміє, що бачив Святий Грааль.
Ім'я «Пелес» у Короля-Рибалки з'являється тільки у «Вульгаті». Тоді ж легенду про нього пов'язано з легендою про Ланселота: донька короля Елейна спокушає лицаря і народжує благословенного Ґалахада, якому судилося знайти Святий Грааль.
Король-Рибалка також є одним з персонажів творів Анджея Сапковського із циклу "Відьмак" а також у комп'ютерній грі "Відьмак".